# Axonopus chrysoblepharis
Axonopus chrysoblepharis là một loài thực vật có hoa trong họ Hòa thảo. Loài này được (Lag.) Chase mô tả khoa học đầu tiên năm 1911.